# Pokrovka (Altai)
Pokrovka — Покровка (rus) — és un poble del krai de l'Altai, a Rússia, que el 2016 tenia 852 habitants. Pertany al districte de Lóktevski.